# Lea Sirk
Lea Sirk, slovenska pevka zabavne glasbe, * 1. september 1989.
Študirala je flavto na Glasbenem konservatoriju v Ženevi, vrsto let pa se ukvarja tudi s petjem. Njen prvi vidnejši nastop je bil na Prince of Venice, na katerem je nastopila kot zmagovalka Veselega tobogana v Primorski regiji. Leta 2004 je nastopila na festivalu FeNS s pesmijo »Kitarist«, leto pozneje pa na Novi sceni istega festivala s pesmijo »Pustite me živeti«. Leta 2005 je prejela nagrado za najobetavnejšo pevko na mednarodnem tekmovanju orkestrov s solisti v Kölnu.
Širši slovenski javnosti je postala znana s sodelovanjem v 3. sezoni Bitke talentov. Uspelo ji je priti vse do finala, kjer pa jo je premagala Eva Černe. Po sodelovanju na Bitki talentov so se ji odprla vrata na vse večje slovenske glasbene festivale. Leta 2007 je v duetu z Jasno Jug nastopila na Melodijah morja in sonca, leta 2009 in 2010 na Emi, leta 2012 pa na Slovenski popevki z lastno pesmijo »Čudovit je svet«, za katero je prejela nagrado za najboljšo interpretacijo. Leta 2011 se je udeležila Misije Evrovizije kot članica skupine Leaparfume, a so že po prvem nastopu izpadle.
V preteklosti je veliko pela tudi kot spremljevalna vokalistka (tako je leta 2014 spremljala Tinkaro Kovač na Pesmi Evrovizije v Kopenhagnu, leta 2016 pa ManuEllo v Stockholmu), sama pa tudi piše pesmi. Med letoma 2012 in 2014 je pela v hišnem bendu oddaje Moja Slovenija. Sodelovala je tudi v obeh sezonah oddaje Parada na Televiziji Slovenija. Dve sezoni (2017 in 2018) je pela v Plesnem orkestru POP TV pod vodstvom Bojana Zupančiča, ki skrbi za glasbo v šovu Zvezde plešejo.
Jeseni 2017 je sodelovala v 4. sezoni šova Znan obraz ima svoj glas in bila ena od finalistov. Dve leti pozneje se je v oddajo vrnila kot sodnica.
Leta 2018 je zmagala na Emi in nas je s pesmijo »Hvala, ne!« zastopala na Evroviziji v Lizboni. Uspelo se ji je uvrstiti v finale, kjer je zasedla 22. mesto.
Leta 2014 je izdala svoj prvi album Roža. Štiri leta pozneje je sledil drugi z naslovom 2018.
Z Gabrom Radojevičem, ki je bil nekaj časa tudi njen partner, sta tudi poslovno sodelovala; skupaj sta na primer napisala zmagovalno pesem Melodij morja in sonca 2013 »Mars in Venera«. Februarja 2020 je Sirkova za medije potrdila, da sta se z Radojevičem razšla.

## Nastopi na glasbenih festivalih

### Melodije morja in sonca
- 2007: Povej mi, kdaj (Peter Jenko - Peter Jenko - Peter Jenko) - z Jasno Jug (3. nagrada strokovne žirije)
- 2018: Moj profil (Lea Sirk - Lea Sirk - Lea Sirk) (1. mesto, nagrada strokovne žirije za najboljšo glasbo)

### EMA
- 2009: Znamenje iz sanj (Patrik Greblo - Damjana Kenda Hussu - Sašo Fajon) (9. mesto)
- 2010: Vampir je moj poet (Patrik Greblo - Juliette Justine - Gaber Radojevič) (10. mesto)
- 2017: Freedom (Lea Sirk, Gaber Radojevič - Lea Sirk - Lea Sirk, Gaber Radojevič, Miha Gorše, Tomy DeClerque)
- 2018: Hvala, ne! (Lea Sirk, Tomy DeClerque - Lea Sirk - Tomy DeClerque, Lea Sirk) (1. mesto)

### Slovenska popevka
- 2012: Čudovit je svet (Lea Sirk - Lea Sirk - Lojze Krajnčan) (nagrada strokovne žirije za najboljšo interpretacijo, 9. mesto)
- 2021: Zgodba za dva (Lea Sirk - Lea Sirk) (2. mesto)

### Pesem Evrovizije
- 2018: Hvala, ne! (Lea Sirk, Tomy DeClerque - Lea Sirk - Tomy DeClerque, Lea Sirk)

## Diskografija
Albumi
| Leto | Album | Skladbe |
| ---- | ----- | --- |
| 2014 | Roža  | - Čakam te (Lea Sirk - Lea Sirk - Lea Sirk, A. Langus) - Roža (A. Langus, Lea Sirk - Lea Sirk - A. Langus) - Ura je 8 (Lea Sirk, A. Langus - Lea Sirk - Lea Sirk, G. Radojevič) - Tako je (A. Langus, Lea Sirk - Lea Sirk - A. Langus) - Po tirih (tja) (Lea Sirk, G. Radojevič - Lea Sirk - Lea Sirk, A. Langus) - Beseda ali dve (Lea Sirk - Lea Sirk - Lea Sirk, A. Langus) - Kdo sploh sva (Lea Sirk - Lea Sirk - A. Langus) - Verjela bom (Lea Sirk - A. Sirk) - Najlepša sem, ko rečem ja (M. Mršnik, A. Langus - B. Pešut - A. Langus, M. Mršnik) - Od srca do srca (M. Sirk - Lea Sirk - M. Sirk, K. Smolej) - A bi ti bi (Lea Sirk - Lea Sirk - Lea Sirk, G. Radojevič) - Da bi razumela (Lea Sirk - Lea Sirk - A. Langus Petrovič) |
| 2018 | 2018  | - Recept za lajf - feat. Drill (Lea Sirk - Lea Sirk, Drill - Lea Sirk, T. DeClerque) - Moj profil (Lea Sirk - Lea Sirk - Lea Sirk, T. DeClerque) - Hvala, ne (Lea Sirk - Lea Sirk - Lea Sirk, T. DeClerque) - Koperchlanka (Lea Sirk - Lea Sirk - Lea Sirk, T. DeClerque) - Freedom (Lea Sirk - Lea Sirk - Lea Sirk, M. Gorše, G. Radojevič, T. Declerque) - My Moon - feat. Tomy DeClerque (Lea Sirk - Lea Sirk - Lea Sirk, T. DeClerque) - Back to Being Me (Lea Sirk, G. Radojevič - Lea Sirk - Lea Sirk, T. DeClerque) - 2018 (Lea Sirk - Lea Sirk - Lea Sirk, T. DeClerque) - Vsak zase (Lea Sirk - Lea Sirk - Lea Sirk, T. DeClerque) - Čudovit je svet - bonus track (Lea Sirk - Lea Sirk - Lea Sirk)                                 |

Singli
- 2007: Povej mi, kdaj (z Jasno Jug)
- 2009: Kaj bi rad
- 2009: Znamenje iz sanj
- 2010: Vampir je moj poet
- 2010: Vse je le "a"
- 2012: A bi? Ti bi!
- 2012: Song 6
- 2012: Čudovit je svet
- 2013: Ura je 8
- 2014: Tako je

- 2017: Freedom
- 2017: Back to Being Me
- 2018: Hvala, ne!
- 2018: Moj profil
- 2018: Recept za lajf (ft. Drill)
- 2019: My Moon (ft. Tomy DeClerque)
- 2019: 2018
- 2019: Po svoje
- 2019: V dvoje
- 2020: V krogu / Move It On
- 2021: Always You
- 2021: Zgodba za Dva

## Zasebno življenje
Več let je bila v partnerski zvezi z glasbenim producentom in avtorjem glasbe Gabrom Radojevičem. Februarja 2013 se jima je rodila hči Ael, dve leti zatem pa druga hči Sia. Februarja 2020 je Sirkova za medije potrdila, da sta se z Radojevičem razšla. Novembra 2021 je z Alenom Hodžićem dobila sina Taia. Poročila sta se leta 2023.